# Directorio Cívico Militar

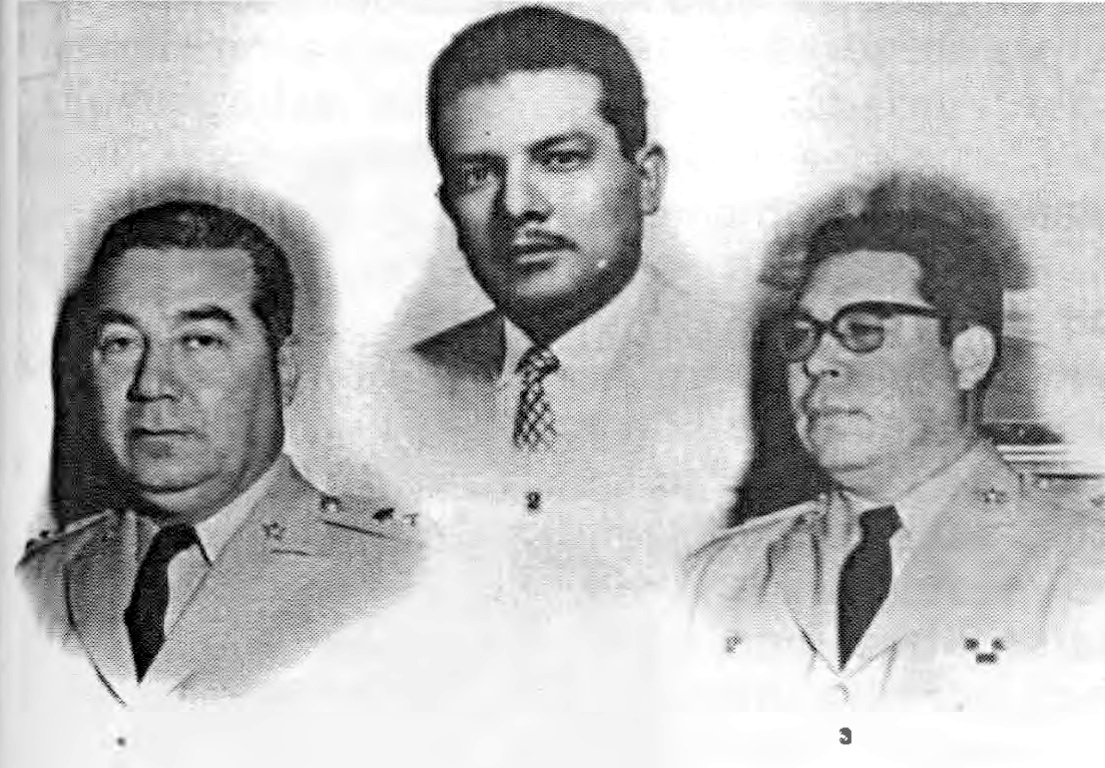
Miembros finales del Directorio Cívico Militar, desde el 13 de septiembre de 1961 al 25 de enero de 1962. De izquierda a derecha: Cnel. Aníbal Portillo, Dr. Feliciano Avelar y Cnel. Mariano Castro Morán

El Directorio Cívico Militar fue una institución colegiada que asumió el gobierno de la república de El Salvador tras el derrocamiento de la Junta de Gobierno, el 25 de enero de 1961; cuyo presidente fue el coronel Aníbal Portillo; y que gobernaría dicho país por medio de decretos ley, asumiendo los poderes ejecutivo, legislativo (hasta la instalación de la asamblea constituyente a principios de enero de 1962) y judicial (hasta el 27 de enero de 1961), además de la potestad de nombrar los alcaldes de los diferentes municipios. Está institución colegiada ejercería el gobierno del país hasta el 25 de enero de 1962 cuando la asamblea constituyente nombraría a Rodolfo Cordón Cea como presidente provisorio.
Durante su mandato, promulgaría más de 400 decretos ley, que estarían destinados principalmente a resolver problemas jurisdiccionales, administrativos, hacendarios y de flujos presupuestarios inmediatos; también hubo algunos destinados a mejorar las condiciones de vida de la gente trabajadora, y que el Estado fuese el impulsor de la política monetaria del país (con la nacionalización del Banco Central de Reserva).

## Historia

### Antecedentes
Si bien el golpe de Estado que derrocó al presidente José María Lemus y colocó a la Junta de Gobierno en el gobierno, llamado "madrugón de los compadres", tuvo el respaldo de varios de los altos mandos militares; la junta no había logrado tener el respaldo suficiente de los oficiales de la fuerza armada, debido a que no fueron tomados en cuenta al momento de designar a los miembros militares de esta, porque ello se realizó sin una asamblea de oficiales.
Las continuas manifestaciones en apoyo a las decisiones de la junta, por parte de los partidos y asociaciones que conformaban el Frente Nacional de Orientación Cívica, comenzaron a ser vistas con desconfianza por algunos altos mandos de la fuerza armada (como el teniente coronel Armando Mena Molina, comandante del cuartel San Carlos; y el teniente coronel Julio Adalberto Rivera, director de la escuela de comando y estado mayor); quiénes buscaron formas de encontrar un consenso entre los distintos oficiales, iniciando discretas consultas para adoptar una posición común. A fines de noviembre de 1960, el viceministro de defensa Cnel. Mauricio Ramos Ramírez y el jefe de Estado mayor general de la fuerza armada Cnel. Aníbal Portillo iniciarían una serie de visitas de cortesía a los países vecinos.
Debido a que la junta continuó manteniendo relaciones con Cuba (aún cuando el embargo estadounidense a Cuba se hizo casi total), apoyó y legalizó el Partido Revolucionario Abril y Mayo (brazo político del Partido Comunista Salvadoreño), entre otras cosas, hicieron que la embajada estadounidense considerase que había influencia de la izquierda radical en la junta y apoyase a los militares desconformes para derrocarla.  Con ello se conformaría un comando supremo de la fuerza armada, que coordinaría a los oficiales mayores pertenecientes a los sectores más conservadores de la fuerza armada (que eran denominados "los maquis") que estarían organizados desde el cuartel del primer regimiento de infantería (cuartel San Carlos); dicho comando sería constituido por los coroneles Aníbal Portillo, los tenientes coroneles Armando Mena Molina, Julio Adalberto Rivera, los mayores Mariano Castro Morán, y Óscar Rodríguez Simó.

### Golpe de Estado de 1961 (Golpe de los Maquis)
- Wikisource contiene una copia del Decreto Nº 1, del 25 de enero de 1961, del Directorio Cívico Militar.

En la medianoche del 24 de enero de 1961, se encontraban en el cuartel San Carlos el teniente coronel Armando Mena Molina (comandante del mismo), el coronel Aníbal Portillo, el teniente coronel Julio Adalberto Rivera y el mayor Roberto López-Trejo, entre otros, quienes coordinaron por radio operaciones con la Guardia Nacional, cuyas unidades se encargaron de ocupar posiciones en las instituciones gubernamentales, central de correos y telégrafos, y principales oficinas bancarias; con ello, para las 3 a. m. del 25 de enero quedarían interrumpidas las comunicaciones con el mundo exterior, y a las 6 a. m. se anunciaría por radio que se establecería la ley marcial desde la 10 a. m. a las 5 p. m..
Un grupo de militares jóvenes, del ejército y la guardia nacional, arrestaría a los miembros de la Junta y se enfrentaría y detendría a las manifestaciones de las personas que la apoyaban; así como buscarían detener, ese día y en los siguientes, a altos funcionarios judiciales, líderes de partidos políticos (que habían respaldado a la junta), y al expresidente Óscar Osorio y militares que eran simpatizantes de la junta; los arrestados serían luego expulsados del país.
La dirigencia militar del golpe convocaría, vía teléfono, a los jefes de los cuarteles e instituciones militares para que a partir de las 8 a. m. se reunieran en el cuartel San Carlos, para celebrar la asamblea de oficiales que elegiría a los miembros militares del nuevo cuerpo colegiado que se haría cargo de la presidencia y que se llamaría Directorio Cívico Militar; resultando electos Portillo y Rivera, quienes a su vez se encargarían de elegir a los miembros civiles. Por lo que el directorio estaría constituido por:
- Coronel Aníbal Portillo
- Teniente coronel Julio Adalberto Rivera
- Dr. Feliciano Avelar, abogado
- Dr. José Antonio Rodríguez Porth, abogado
- Dr. José Francisco Valiente, médico.[5]

Al mediodía, el directorio emitió su primer decreto con el que asumió los poderes ejecutivo, legislativo y judicial; así como la potestad de nombrar a los alcaldes de los municipios. Más adelante, el coronel Aníbal Portillo y el Dr. Antonio Rodríguez Porth emitirían un comunicado por radio pidiendo tranquilidad a la población, en la que Porth mencionaría que ningún miembro del directorio buscaría competir en las próximas elecciones; mientras que por otro lado la fuerza armada transmitiría por radio una explicación de lo sucedido en el golpe.

### Gobierno
El 26 de enero, el directorio nombraría a un nuevo gabinete y se comprometería a respetar el calendario electoral establecido por la junta (elecciones legislativas ese año, y presidenciales en 1962). Entre los miembros del gabinete estarían: como ministro de defensa el teniente coronel Armando Mena Molina (quien tendría como subsecretarios al teniente coronel Mariano Castro Morán y al mayor Óscar Rodríguez Simó), ministro del interior el coronel Francisco José Sol (ellos eran los únicos miembros militares del gabinete), ministro de relaciones exteriores el doctor Raúl Gamero, etc. Asimismo, ese día se nombraría como fiscal general a Francisco Roque Serrano; y al siguiente día, se designaría como presidente de la Corte suprema de justicia a Carlos Hayem.
El 6 de febrero de 1961, la fuerza armada (encabezada por los miembros militares del Directorio) emitiría una proclama en la que se comprometía a impulsar el desarrollo económico y justicia social como lo establecía el título IX de la constitución de 1950 y el acuerdo firmado por los diferentes países americanos de la Alianza para el progreso (impulsada por el presidente estadounidense (John Fitzgerald Kennedy).
El 13 de febrero se estableció un consejo electoral compuesto por los partidos políticos: Partido Auténtico Constitucional (PAC), Partido Acción Nacional (PAN), Partido Acción Renovadora (PAR), Partido Demócrata Cristiano (PDC) y Partido Unionista Centroamericano (PUCA), para ayudar a escribir una ley electoral provisional para las elecciones de una nueva asamblea constituyente, que nombraría un presidente provisional para llenar el término presidencial de José María Lemus hasta el 14 de septiembre de 1962.
El 6 de abril de 1961 los Doctores José Antonio Rodríguez Porth y José Francisco Valiente renunciaron al directorio; porque consideraban que los militares no compartían el poder, aunque la versión oficial fue porque estaban en desacuerdo con la proclama de la fuerza armada.
Durante su gobierno, el directorio decretó la nacionalización del Banco central de reserva y 
el Banco hipotecario (para que pasaran de ser una asociación anónima a una entidad pública); impuso un impuesto sobre la renta que se hizo progresivo para los grupos de más alto ingreso; la ley de transferencias internacionales; el estatuto protector de los trabajadores del campo; la ley de bienestar campesino; algunas disposiciones relacionadas con las condiciones de trabajo de la ciudad y el campo; entre otras. Varias de esas disposiciones causaron molestias entre las familias cafetaleras, que controlaban la economía del país, pero al final serían aceptadas debido a que el directorio tenía el apoyo del gobierno de los Estados Unidos.
El 11 de septiembre de 1961 renunciaría al directorio el coronel Julio Adalberto Rivera ya que había sido nombrado por una asamblea de oficiales de la fuerza armada como candidato presidencial. Esto causó controversia, debido a lo manifestado originalmente que ningún miembro del directorio se lanzaría como candidato, por lo que los otros partidos políticos realizaron un mitin en protesta en la Plaza Libertad el 15 de septiembre de 1961, pero no pudieron impedir dicha decisión. Rivera fundaría el Partido de Conciliación Nacional y con él correría como candidato presidencial en las elecciones de 1962. En sustitución de Rivera, la misma asamblea de oficiales nombraría al teniente coronel Mariano Castro Morán como nuevo miembro del directorio.
En septiembre de 1961 el directorio promulgaría una ley electoral convocando a elecciones para una asamblea constituyente, que se llevaron el 17 de diciembre. En ella participaron 4 partidos políticos (el PCN, PDC, PAN y PAR); pero como en ese entonces quien tenía más votos obtenía todos los curules de la asamblea, el PCN obtendría todas las plazas. Está asamblea constituyente entraría en funciones en enero de 1962 y su presidente sería Eusebio Rodolfo Cordón Cea.
El 9 de enero la asamblea eligiría  como presidente provisional a su presidente; más adelante, el 25 de enero se emitiría la nueva constitución de El Salvador y el directorio le entregaría la presidencia a Eusebio Rodolfo Cordón Cea en un acto llevado a cabo en el estadio Flor Blanca.